# Demonax sulfurisignatus
Demonax sulfurisignatus är en skalbaggsart som beskrevs av Hüdepohl 1992. Demonax sulfurisignatus ingår i släktet Demonax och familjen långhorningar.
Artens utbredningsområde är Filippinerna. Inga underarter finns listade i Catalogue of Life.